# Steinbruch (Rednitzhembach)
Steinbruch ist eine Wüstung auf dem Gemeindegebiet von Rednitzhembach im Landkreis Roth (Mittelfranken, Bayern). Sie lag in der Gemarkung Rednitzhembach.

## Geografische Lage
Die Einöde lag auf einer Höhe von 328 m ü. NHN am rechten Ufer der Rednitz und an einer Vicinalstraße, die entlang der Rednitz nach Rednitzhembach (1,6 km nördlich) bzw. nach Pfaffenhofen verläuft (2,3 km südlich).

## Geschichte
Steinbruch gehörte zur Realgemeinde Rednitzhembach. Das brandenburg-ansbachische Richteramt Schwand war Grundherr des Leerhauses. Unter der preußischen Verwaltung (1792–1806) des Fürstentums Ansbach erhielt Steinbruch bei der Vergabe der Hausnummern die Nr. 41 des Ortes Rednitzhembach.
Von 1797 bis 1808 unterstand Steinbruch dem Justiz- und Kammeramt Schwabach. 1806 kam der Ort an das Königreich Bayern. Im Rahmen des Gemeindeedikts wurde 1808 Steinbruch dem Steuerdistrikt Rednitzhembach (I. Sektion) und der 1818 gebildeten Ruralgemeinde Rednitzhembach zugeordnet. In den amtlichen Ortsverzeichnissen wurde es nach 1877 nicht mehr aufgelistet. Der Ortsname war auf den topographischen Karten bis 1951 verzeichnet.

### Einwohnerentwicklung
| Jahr      | 001818 | 001836 | 001840 | 001861 | 001871 |
| Einwohner | *      | 5      | 4      | *      | 4      |
| Häuser    | *      | 1      | 1      |        |        |
| Quelle    | [ 3 ]  | [ 6 ]  | [ 7 ]  | [ 8 ]  | [ 9 ]  |

## Religion
Steinbruch war evangelisch-lutherisch geprägt und nach St. Johannes der Täufer (Schwand bei Nürnberg) gepfarrt.